# DC Animated Universe
DC Animated Universe (förkortning "DCAU") är en fanbeteckning på alla tecknade Warner Bros.-serier som skapats av producenten Bruce Timm. DCAU kallas även för Timmverse.
TV-serierna som ingår är:
- Batman (på engelska även kallad Batman - The Animated Series, 1992-1994).
- Batman och Robin (The Adventures of Batman and Robin, 1994-1995).
- Stålmannen (på engelska även kallad Superman: The Animated Series, 1996-2000)
- Gotham Knights (på engelska även kallad The New Batman Adventures, 1997-1999).
- Batman Beyond (på engelska även kallad Batman of the Future, 1999-2001).
- Static Shock (2000-2004; har aldrig visats i svensk TV)
- Justice League (2001-2004, även med Stålmannen)
- The Zeta Project (2001 - 2002, ett spin-off på Batman Beyond; har aldrig visats i svensk TV)
- Justice League Unlimited (2004-2006, även med Stålmannen)

Kanal 5 har visat merparten av dessa serier på svensk TV.
Knutna till dessa serier är även dessa fyra filmer:
- Batman möter mörkrets hämnare (Batman: Mask of the Phantasm, 1993)
- Batman & Mr. Freeze i minusgrader (Batman & Mr. Freeze: Subzero, 1998)
- Batman in i framtiden - Jokerns återkomst (Batman Beyond: Return of the Joker, 2000)
- Batman - Mysteriet med Batwoman (Batman: Mystery of the Batwoman, 2003)

Förutom dessa serier har även två tecknade web-serier och flera serietidningar gjorts.

## Teen Titans
Flera diskussioner har gjorts om huruvida Teen Titans ingår i DCAU. De största argumenten för att Teen Titans gör det är att
- Michael Rosenbaum lånar ut sin röst åt Flash (i Justice League) och Kid Flash (Teen Titans). I originalserietidningarna är Kid Flashs hemliga identitet Wally West, som senare i framtiden (efter crossovern Crisis of Infinite Earths) blir Flash.
- Mike Erwin lånar ut sin röst åt Speedy (i både Justice League och Teen Titans). Speedy ser ut på samma sätt i båda serierna.

## TV-spel
Det har även gjorts TV-spel baserade på de tecknade serierna.
Dessa är
- Batman Beyond - Return of the Joker (Batman Beyond)
- Batman Vengeance (The New Batman Adventures)
- Batman: Rise of Sin Tzu (The New Batman Adventures)